# Gabriel Costa França
Gabriel Costa França (Pedro Leopoldo, 14 marzo 1995) è un calciatore brasiliano, difensore dell'Omiya Ardija.

## Caratteristiche tecniche
È un difensore centrale.

## Carriera
Cresciuto nelle giovanili del Atlético Mineiro, ha esordito l'8 febbraio 2014 in occasione del match perso 2-0 contro il Tupi.

## Statistiche

### Presenze e reti nei club
Statistiche aggiornate al 23 marzo 2018.
| Stagione        | Squadra          | Campionato      | Campionato | Campionato | Coppe nazionali | Coppe nazionali | Coppe nazionali | Coppe continentali | Coppe continentali | Coppe continentali | Altre coppe | Altre coppe | Altre coppe | Totale | Totale | Totale |
| Stagione        | Squadra          | Comp            | Pres       | Reti       | Comp            | Pres            | Reti            | Comp               | Pres               | Reti               | Comp        | Pres        | Reti        | Pres   | Reti   |        |
| --------------- | ---------------- | --------------- | ---------- | ---------- | --------------- | --------------- | --------------- | ------------------ | ------------------ | ------------------ | ----------- | ----------- | ----------- | ------ | ------ | ------ |
| 2014            | Atlético Mineiro | M1/MG+A         | 1+0        | 0          | CB              | 0               | 0               |                    | -                  | -                  |             | -           | -           | 1      | 0      |        |
| 2015            | Atlético Mineiro | M1/MG+A         | 0          | 0          | CB              | 0               | 0               |                    | -                  | -                  |             | -           | -           | 0      | 0      |        |
| 2016            | Atlético Mineiro | M1/MG+A         | 3+15       | 0          | CB              | 6               | 1               | CL                 | 0                  | 0                  | PL          | 1           | 0           | 25     | 1      |        |
| 2017            | Atlético Mineiro | M1/MG+A         | 14+26      | 1+1        | CB              | 4               | 0               | CL                 | 7                  | 0                  | PL          | 5           | 0           | 56     | 2      |        |
| 2018            | Atlético Mineiro | M1/MG+A         | 9+0        | 0          | CB              | 4               | 0               |                    | -                  | -                  |             | -           | -           | 13     | 0      |        |
| Totale carriera | Totale carriera  | Totale carriera | 68         | 2          |                 | 14              | 1               |                    | 7                  | 0                  |             | 6           | 0           | 95     | 3      |        |

## Palmarès

### Club

#### Competizioni statali
- Campionato Mineiro: 4

Atlético Mineiro: 2015, 2017, 2020, 2021

#### Competizioni nazionali
- Coppa del Brasile: 1

Atlético Mineiro: 2014

#### Competizioni internazionali
- Recopa Sudamericana: 1

Atlético Mineiro: 2014